# Gadso Lammers

Gadso Lammers (2010)

Gadso Lammers (* 13. Oktober 1918 in Neumünster; † 11. Januar 2011 ebenda) war ein deutscher Bauingenieur. Er war 21 Jahre lang Professor für Städtebau und Landesplanung und Direktor des Instituts für Städtebau und Landesplanung an der Universität Karlsruhe (TH).

## Leben und Wirken
Gadso Lammers war der Sohn des städtischen Oberinspektors Heinrich Lammers und seiner Frau Frieda Lammers, geborene Jacobsen. Er besuchte das humanistische Gymnasium Neumünster 1929 bis 1937. Anschließend kam er zum Arbeitsdienst, danach zum Wehrdienst, war Kriegsteilnehmer und wurde zweimal verwundet. Im WS 1941/42 und WS 1942/43 wurde er zum Studium an die TH Berlin-Charlottenburg beurlaubt. Als Leutnant der Reserve kehrte er im September 1945 aus amerikanischer Kriegsgefangenschaft zurück. Er studierte danach vom SS 1946 bis zum SS 1953 Bauingenieurwesen an der TH Darmstadt. Sein Vertiefungsgebiet war Stadtbauwesen mit den Ergänzungsfächern Architektur und Städtebau sowie wirtschaftswissenschaftlichen Fächern. Seine Diplomarbeit schrieb er bei Friedrich Reinhold über „Das elastische Verhalten von Zement-Ton-Beton.“ Die Diplomprüfung schloss er „mit Auszeichnung bestanden“ ab. Nach einem Stipendium des Bundesministeriums für Wohnungsbau zum Studium des neuzeitlichen Wohnungsbaus im In- und Ausland begann er 1953 seine Tätigkeit als wissenschaftlicher Assistent und Oberassistent bei Edmund Gassner an der Universität Bonn. 1959 promovierte er „mit Auszeichnung“ zum Doktor der Ingenieurwissenschaft. Die Dissertation behandelte „Hydraulische Grundlagen zur wirtschaftlichen Bemessung von Entwässerungsleitungen“. Es folgte eine Anstellung als zweiter Geschäftsführer der Forschungsgesellschaft für das Straßenwesen e.V. (FGSV) sowie ein Lehrauftrag an der Universität Bonn über „Linienführung und Gestaltung der Verkehrswege“. Als beratender Ingenieur für städtebauliche Planung, Straßenwesen, Wasserversorgung und Entwässerung war er von Bonn aus im Büro für Städtebau und städtischen Tiefbau (zusammen mit Gassner) freiberuflich tätig. Am 1. Oktober 1963 übernahm er als ordentlicher Professor und Direktor in Nachfolge von Wilhelm Strickler und 4. Nachfolger den „Baumeister-Lehrstuhl“ mit „Institut für Städtebau und städt. Tiefbau“ an der Technischen Hochschule Fridericiana Karlsruhe. Durch Erlass des Kultusministeriums Baden-Württemberg vom 19. Dezember 1963 erfolgte eine Umbenennung in „Lehrstuhl für Städtebau und Landesplanung“ und „Institut für Städtebau und Landesplanung der Abteilung für Bauingenieurwesen“.

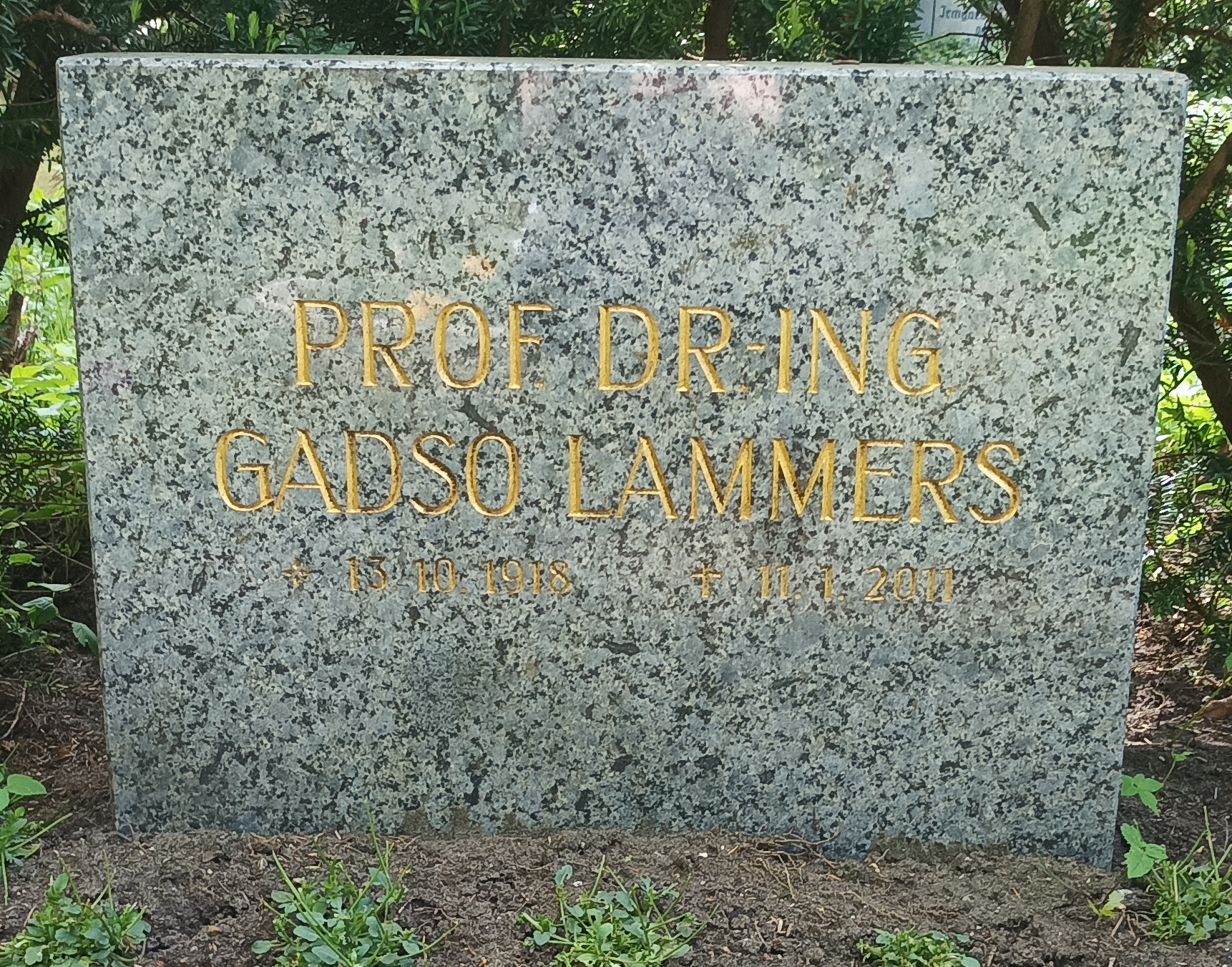
Grab von Gadso Lammers auf dem Nordfriedhof Neumünster

Er wirkte mit am Abwassertechnischen Handbuch und veröffentlichte in einer Schriftenreihe die wesentlichen Forschungsergebnisse des Instituts sowie in der Reihe „Sommerseminare“ die in 17 Jahren zu unterschiedlichen städtebaulichen Themen durchgeführten Fachseminare mit breiter fachöffentlicher Beteiligung, u. a. 1982 „Energie im Städtebau“ und 1983 „Planen in Entwicklungsländern“. 1966 war er einer der Gründungsmitglieder des damals interfakultativen Instituts für Regionalwissenschaft der Universität Karlsruhe (TH).
Von 1968 bis 1969 war er Dekan der Fakultät für Bauingenieur- und Vermessungswesen, 1980 bis 1981 Vorsitzender des Fakultätentages für Bauingenieurwesen.
Schwerpunkte seiner Lehre vom technischen Städtebau waren in der Tradition des Institutsgründers Reinhard Baumeister der städtische Tiefbau, die Raumplanung, Flächennutzungs- und Bebauungsplanung, Standorttheorie, Erschließung und das Siedlungswesen. Außerdem förderte er die wissenschaftliche Kooperation und den Austausch mit in der Entwicklung befindlichen Ländern vor allem in Afrika.
Gadso Lammers wurde am 1. April 1985 emeritiert. Er starb 2011 im Alter von 92 Jahren in Neumünster und wurde auf dem dortigen Nordfriedhof begraben.